# Iso-Petäinen (sjö i Paldamo, Kajanaland, Finland)
Iso-Petäinen eller Petäinen är en sjö i Finland. Den ligger i kommunen Paldamo i landskapet Kajanaland, i den centrala delen av landet, 500 km norr om huvudstaden Helsingfors. Iso-Petäinen ligger 146,4 meter över havet. Arean är 50,9 hektar och strandlinjen är 4,69 kilometer lång. Sjön  ingår i Uleälvens huvudavrinningsområde. 